# Православ'я в Сербії
Правосла́в'я — одна з традиційних і найпоширеніша релігія в Сербії. У Сербії проживає 6,4 млн православних (перепис 2002), або 85 % населення Центральної Сербії і Воєводини. Більшість з них належить до Сербської православної церкви. Число православних у Косові через нестабільну ситуацію в краї не піддається точному підрахунку.

## Православні церкви в Сербії

### Сербська православна церква
Найпоширеніша православна церква на території Сербії.
Єпархії Сербської православної церкви на території Республіки Сербії:
- Белградсько-Карловацька єпархія, Белград
- Банатська єпархія (Вршац)
- Бацька єпархія (Новий Сад)
- Бранічевська єпархія (Пожареваць),
- Валевська єпархія (Валево)
- Вранска єпархія (Вранє)
- Жіцька єпархія (Монастир Жича)
- Мілешевська єпархія (Монастир Мілешева)
- Ніська єпархія (Ніш)
- Рашсько-Призренська єпархія (Прізрен)
- Сремська єпархія (Сремські-Карловці)
- Тімокська єпархія (Заєчар)
- Шабацька єпархія (Шабаць)
- Шумадійська єпархія (Крагуєваць)

### Російська православна церква
Після революції 1917 року і громадянської війни в Югославії приїхало багато російських біженців, більшість з яких сповідували православ'я. При цьому російські біженці в більшості своїй не влилися в Сербську православну церкву, а утворили Російську православну церкву закордоном. У Сремських Карловцях з 1922 року до Другої світової війни знаходився Архієрейський Синод РПЦЗ. Велика частина російських емігрантів не прийняла нової комуністичної влади і емігрувала з Югославії, а структури РПЦЗ на її території були ліквідовані.
У Белграді є подвір'я Московської патріархії — Храм Святої Трійці, який розташований на схід від Церкви Святого Марка. Храм збудований в 1924 році за планом російського архітектора Валерія Сташевського для росіян, які емігрували з Росії після Жовтневої революції 1917 року. У церкві похований російський генерал Петро Миколайович Врангель.

### Румунська православна церква
Румунська православна церква в Сербії представлена єпархією Дакії Фелікс, центр якої — місто Вршац. Послідовниками румунської церкви в основному є румуни, які проживають в Сербії.

## Географія

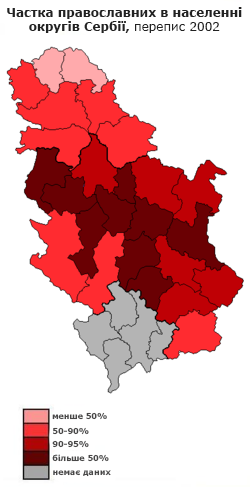
Частка православних в населенні округів Сербії

| Округ                     | Чисельність православних, ос. | Частка в населенні, % |
| ------------------------- | ----------------------------- | --------------------- |
| Белград                   | 1 429 170                     | 90,68                 |
| Південно-Банатський округ | 55 028                        | 27,49                 |
| Середньо-Банатський округ | 159 172                       | 76,36                 |
| Північно-Бацький округ    | 74 468                        | 44,89                 |
| Південно-Банатський округ | 250 136                       | 79,68                 |
| Західно-Бацький округ     | 140 912                       | 65,84                 |
| Південно-Бацький округ    | 431 774                       | 72,73                 |
| Сремський округ           | 289 985                       | 86,33                 |
| Мачванський округ         | 318 911                       | 96,75                 |
| Колубарський округ        | 186 835                       | 97,21                 |
| Подунайський округ        | 201 350                       | 95,75                 |
| Бранічевський округ       | 189 970                       | 94,75                 |
| Шумадійський округ        | 289 968                       | 97,05                 |
| Поморавський округ        | 220 500                       | 96,95                 |
| Борський округ            | 138 917                       | 94,79                 |
| Заєчарський округ         | 132 148                       | 96,07                 |
| Златиборський округ       | 261 068                       | 83,30                 |
| Моравицький округ         | 218 768                       | 97,33                 |
| Раський округ             | 188 903                       | 64,86                 |
| Расинський округ          | 253 729                       | 97,80                 |
| Нишавський округ          | 359 264                       | 94,11                 |
| Топлицький округ          | 97 197                        | 95,22                 |
| Пироцький округ           | 98 292                        | 93,03                 |
| Ябланицький округ         | 227 484                       | 94,42                 |
| Пчиньський округ          | 157 635                       | 69,23                 |
| СЕРБІЯ (без Косова)       | 6 371 584                     | 84,98                 |